# Luis María Ygartúa
Luis María Ygartúa (Buenos Aires, 17 de marzo de 1901 - desconocido) fue un político e ingeniero argentino, que se desempeñó como Ministro de Comunicaciones de la Argentina durante la presidencia de Eduardo Lonardi y Pedro Eugenio Aramburu entre 23 de julio de 1955 y el 25 de enero de 1957, en el marco de la autoproclamada Revolución Libertadora.

## Carrera
Se recibió de Ingeniero en la Universidad de Buenos Aires en 1924, en donde también fue docente además de varias escuelas secundarias. Se casó con Amalia Pizzurno y tuvo dos hijos. Fue presidente e integró el consejo directivo de Obras Sanitarias de la Nación, e integró la Academia Nacional de Ingeniería, llegando a la vicepresidencia segunda.
Su puesto en la Revolución Libertadora se debió a su oposición al peronismo desde empresas que integraba. Durante su gestión dispuso que fueran intervenidos los más importantes periódicos para reorientar su mensaje, colocando en ellos personas favorables al régimen de Aramburu. Carlos Alberto Erro fue el interventor de ALEA y ATLAS y se asignó a José Barreiro, director de El Mundo; Ricardo Mosquera, director de Democracia; Walter Costanza, director de La Época; Ernesto Sabato, director de Mundo Argentino; Vicente Barbieri, director del Hogar y de Crítica. El 13 de junio de 1957 apareció muerto en su estudio de la calle San Martín 536, el doctor Marcos Satanowsky. El crimen estaba vinculado con la tenencia de las acciones del diario La Razón, intervenido por Aramburu. Peralta Ramos había recibido presiones y extorsiones para que entregara el diario al gobierno de Aramburu.
Los medios de comunicación fueron controlados y se prohibió cualquier tipo de propaganda favorable a Perón o del Peronismo. Bajo penas de clausura del medio se obligó a llamar a Juan Domingo como "tiráno prófugo" o "dictador depuesto". Gracias a los cambios ministeriales dispuestos por el dictador Aramburu, el Ministerio de Comunicaciones a cargo de Ygartúa pasó a intervenir y ocupar un lugar central en la política educativa primaria haciendo foco en las tareas de desperonización, llegando a disponer desde los cambios y censuras de textos en las curriculas escolares, hasta la organización y el control de los aparatos del gobierno educativo encargados de aplicar la legislación. Todo con el fin de borrar las ideas peronistas y a desacreditar la figura de Perón y de diversos funcionarios pertenecientes a todos los niveles estatales. Se designa durante su mandato una comisión interventora de  todas las radios, que fueron incautadas y entregadas a empresarios cercanos al gobierno de facto, mientras sus legítimos dueños fueron encarcelados, designó  veedores en cada radio como objetivo el control de la información difundida. La policía  mantuvo vigilancia en los servicios esenciales como centros de comunicaciones, emisoras radiales, diarios, etc. El sistema radiofónico y de medios impresos queda en pocas semanas en manos de propietarios amigos del gobierno, se restringió las libertades básicas como la libertad de expresión, la libertad de imprenta y la libertad de prensa, fueron silenciados o intervenidos los principales periódicos de entonces.